# Троина
Трои́на (итал. Troina) — коммуна в Италии, располагается в регионе Сицилия, подчиняется административному центру Энна.
Население составляет 9875 человек (на 2004 г.), плотность населения составляет 60 чел./км². Занимает площадь 167 км². Почтовый индекс — 94018. Телефонный код — 0935.
Покровителем коммуны почитается святой Сильвестр из Троины, отшельник, празднование 2 января.